# Martin Smedberg-Dalence
Martin Ramiro Guillermo Smedberg-Dalence (Norrköping, 10 maggio 1984) è un ex calciatore e allenatore di calcio svedese naturalizzato boliviano, di ruolo centrocampista.

## Carriera

### Giocatore

#### Club
Nonostante sia nato a Norrköping, Smedberg-Dalence è cresciuto a Göteborg dove si trasferì in tenera età insieme alla sua famiglia.
È uscito dal settore giovanile del Gunnilse, squadra dell'area di Göteborg con cui ha giocato anche in prima squadra, prima di passare alla squadra cittadina più blasonata, l'IFK Göteborg. Qui trova poco spazio e, dopo una stagione e mezza, viene mandato a farsi le ossa al Västra Frölunda nel campionato di Superettan.
Il giocatore fu mandato temporaneamente in seconda serie anche nel 2006, questa volta al Ljungskile, squadra che però lo acquisì a titolo definitivo al termine del prestito. Qui rimase fino al 2010, riuscendo ad indossare la fascia di capitano nel suo ultimo anno di permanenza.
Dal 2011 diventò un giocatore dell'IFK Norrköping, firmando un contratto triennale. Scaduto l'accordo, fu ufficiale il suo ritorno all'IFK Göteborg. Nella stagione 2015 trova minore spazio rispetto alla precedente, mettendo a referto 15 partite in Allsvenskan di cui solo una da titolare.
Terminata l'Allsvenskan 2017, trascorsa anch'essa spesso ai margini con 16 presenze di cui 3 da titolare, Smedberg-Dalence lasciò l'IFK Göteborg in scadenza di contratto per iniziare la sua prima parentesi con un club boliviano, il Bolívar. Ha iniziato la stagione in Sudamerica anche nel 2019, vestendo la maglia dell'Always Ready.
Dopo i due anni trascorsi in Bolivia, il 31 gennaio 2020 Smedberg-Dalence è stato annunciato dall'Utsiktens BK ed è così tornato ufficialmente a far parte di una squadra svedese, seppur militante nella terza serie nazionale. Nel 2021 la squadra ha conquistato la promozione in seconda serie vincendo il girone sud della Ettan 2021. Essa è stata l'ultima stagione da giocatore per Smedberg-Dalence.

#### Nazionale
Venne convocato per la Copa América Centenario negli Stati Uniti.

### Allenatore
Contemporaneamente al suo ritiro dal calcio giocato, in vista della stagione 2022 ha iniziato a ricoprire il ruolo di assistente allenatore di Bosko Orovic al suo ultimo club, l'Utsiktens BK, il quale si apprestava a disputare il campionato di Superettan 2022 da neopromosso.